# Knud E. Skou
Knud E. Skou er en dansk portrætfilm fra 1986 instrueret af Kristen Bruun Petersen, Frantz Jensen og Niels Buur-Hansen.

## Handling
Et filmisk portræt af maleren Knud Skou. Filmen følger Skous indledende arbejde med et billede, hvor han samtidig formulerer sig om maleprocessen. I filmisk forlængelse heraf redegør Skou for sin malemæssige udvikling.